# François de Thiballier
François Thiballier, seigneur de Thurelles, né en 1623 et mort le 23 avril 1672, est un officier de marine français du XVIIe siècle. Chef d'escadre des galères au sein de la Marine royale, il commande une expédition à destination des Indes orientales (1670-1672) au cours de laquelle il meurt.

## Biographie

### Origines et famille
Il descend de Claude Thiballier qui était le maître d'hôtel de Renée de France. Il est le fils aîné de François Thiballier, seigneur de Toury.

### Carrière militaire
Il commence sa carrière dans la Marine royale et est promu capitaine de galère en 1652. Il participe à plusieurs combats contre les Espagnols pendant la guerre franco-espagnole. Capitaine de vaisseau en 1664 ou 1669, il est promu chef d'escadre à Rochefort en 1669. Louis XIV et le ministre de la Marine Colbert le choisissent pour diriger une expédition aux Indes. 
Un récit très complet de cette expédition a été publié par mademoiselle Madeleine Fouché : 

« L'escadre groupée dans la rade de la Rochelle se composait de six vaisseaux de guerre, deux gros bateaux chargés du matériel et un bateau hôpital, en tout 9 vaisseaux, 2 050 hommes dont mille soldats et un total de 318 canons.
L'appareillage, prévu pour janvier 1670, eut lieu le dimanche 30 mars. Septembre et octobre sont occupés à reconnaître les côtes à l'ouest et à l'est du Cap de Bonne-Espérance.
Vers le 1er novembre, l'escadre quitte le continent et fait voile vers l'île Dauphine qu'elle quittera qu'en avril 1671, pour se rendre à Saint Denis sur l'île Bourbon. On revient à Fort Dauphin, puis le 11 août, on appareille enfin, direction de Surat en Inde.
Le 24 janvier 1672, on entre dans la rade de Goa. Le 22 mai 1672, la flotte atteignait la baie de Trincomali, but du voyage.
Auparavant, la mort, soudaine, sans maladie, probablement une crise cardiaque, embolie ou apoplexie, vint frapper Thiballier de Thurelles. Le 23 avril 1672, après avoir bien dîné, il se sentit soudain fort mal et dit à son maître-chirurgien : “ Je suis mal, je crois que je meurs si tu ne prends pas garde à moi. ”
En disant cela, il fut se coucher et ne se releva plus »

François Thiballier de Thurelles ne revient pas de cette expédition mouvementée. Il trouve la mort près du but, victime vers Ceylan d'une crise d'apoplexie. Il est enterré sur place et son frère René hérite du fief de Thurelle.